# Pełczyce (powiat oławski)
Pełczyce – osada w Polsce położona w województwie dolnośląskim, w powiecie oławskim, w gminie Domaniów.

## Podział administracyjny
W latach 1975–1998 miejscowość należała administracyjnie do województwa wrocławskiego.

## Nazwa
Miejscowość została wymieniona w staropolskiej formie Pelciz w łacińskim dokumencie wydanym 13 sierpnia 1299 w Legnicy. Kolejna wzmianka o miejscowości znajduje się w łacińskim dokumencie z 1250 roku wydanym przez papieża Innocentego IV w Lyonie gdzie wieś zanotowana została w zlatynizowanej,|staropolskiej formie „Polczitcz”. Nazwa została później zgermanizowana na niemiecką Peltschutz tracąc pierwotne brzmienie.